# NGC 6373
NGC 6373 је спирална галаксија у сазвежђу Змај која се налази на NGC листи објеката дубоког неба.
Деклинација објекта је + 58° 59' 43" а ректасцензија 17h 24m 8,0s. Привидна величина (магнитуда) објекта NGC 6373 износи 13,6 а фотографска магнитуда 14,3. NGC 6373 је још познат и под ознакама UGC 10850, MCG 10-25-23, CGCG 300-22, PGC 60220.